# Сингония
Сингони́я (от греч. σύν «согласно, вместе, рядом» + γωνία «угол»; дословно — «сходноугольность») — классификация кристаллографических групп симметрии, кристаллов и кристаллических решёток в зависимости от системы координат (координатного репера); группы симметрии с единой координатной системой объединяются в одну сингонию. Кристаллы, принадлежащие к одной и той же сингонии, имеют подобные углы и рёбра элементарных ячеек.
Кристалли́ческая систе́ма — классификация кристаллов и кристаллографических групп, основанная на наборе элементов симметрии, описывающих кристалл и принадлежащих кристаллографической группе.
Систе́ма решётки — классификация кристаллических решёток в зависимости от их симметрии.
В литературе существует путаница всех трёх понятий: сингонии, кристаллической системы и системы решётки, — которые часто используются как синонимы.
В русскоязычной литературе термин «система решётки» пока не используется. Обычно авторы смешивают это понятие с кристаллической системой. В книге «Основы кристаллографии» авторы используют термин «Сингония решётки» («По симметрии узлов пространственные решетки могут быть разделены на семь категорий, называемых сингониями решеток»). У тех же авторов сингонии называются системами («Наиболее установившейся классификацией групп является их разделение на шесть систем по признаку симметрии комплексов граней»).

## Сингония
Исторически первой классификацией кристаллов было деление на сингонии, в зависимости от кристаллографической системы координат. За координатные оси выбирались оси симметрии кристалла, а при их отсутствии — ребра кристалла. В свете современного знания о структуре кристаллов таким направлениям соответствуют трансляции кристаллической решётки, и за систему координат выбираются трансляции ячейки Браве в стандартной установке. В зависимости от соотношения между длинами этих трансляций и углами между ними {\displaystyle \alpha ,\beta ,\gamma } выделяют шесть различных сингоний, которые распадаются на три категории в зависимости от числа равных длин трансляций:
- Низшая категория (все трансляции не равны друг другу)
  - Триклинная: {\displaystyle a\neq b\neq c}, {\displaystyle \alpha \neq \beta \neq \gamma \neq 90^{\circ }}
  - Моноклинная: {\displaystyle a\neq b\neq c}, {\displaystyle \alpha =\gamma =90^{\circ },\beta \neq 90^{\circ }}
  - Ромбическая: {\displaystyle a\neq b\neq c}, {\displaystyle \alpha =\beta =\gamma =90^{\circ }}

- Средняя категория (две трансляции из трёх равны между собой)
  - Тетрагональная: {\displaystyle a=b\neq c}, {\displaystyle \alpha =\beta =\gamma =90^{\circ }}
  - Гексагональная: {\displaystyle a=b\neq c}, {\displaystyle \alpha =\beta =90^{\circ },\gamma =120^{\circ }}

- Высшая категория (все трансляции равны между собой)
  - Кубическая: {\displaystyle a=b=c}, {\displaystyle \alpha =\beta =\gamma =90^{\circ }}

## Кристаллическая система
Разбиение на кристаллические системы выполняется в зависимости от набора элементов симметрии, описывающих кристалл. Такое деление приводит к семи кристаллическим системам, две из которых — тригональная (с одной осью 3-го порядка) и гексагональная (с одной осью 6-го порядка) — имеют одинаковую по форме элементарную ячейку и поэтому относятся к одной, гексагональной, сингонии. Иногда говорят, что гексагональная сингония подразделяется на две подсингонии или гипосингонии.
Кристаллические системы также разбиваются на три категории, в зависимости от числа осей высшего порядка (осей выше второго порядка).
Возможные в трехмерном пространстве кристаллические системы с определяющими их элементами симметрии, то есть элементами симметрии, наличие которых необходимо для отнесения кристалла или точечной группы к определенной кристаллической системе:
- Низшая категория (нет осей высшего порядка)
  - Триклинная: нет симметрии или только центр инверсии {\displaystyle {\overline {1}}}
  - Моноклинная: одна ось {\displaystyle 2}-го порядка и/или плоскость симметрии {\displaystyle m}
  - Ромбическая: три взаимно-перпендикулярных оси {\displaystyle 2}-го порядка и/или плоскости симметрии {\displaystyle m} (направлением плоскости симметрии считается перпендикуляр к ней)
- Средняя категория (одна ось высшего порядка)
  - Тетрагональная: одна ось {\displaystyle 4}-го порядка или {\displaystyle {\overline {4}}}
  - Тригональная: одна ось {\displaystyle 3}-го порядка
  - Гексагональная: одна ось {\displaystyle 6}-го порядка или {\displaystyle {\overline {6}}}
- Высшая категория (несколько осей высшего порядка)
  - Кубическая: четыре оси {\displaystyle 3}-го порядка

Кристаллическая система пространственной группы определяется системой соответствующей ей точечной группы. Например, группы Pbca, Cmcm, Immm, Fddd (класс mmm) принадлежат к ромбической системе.
Современное определение кристаллической системы (применимое не только к обычным трёхмерным группам, но и для пространств любых размерностей) относит точечные группы (и производные от них пространственные группы) к одной кристаллической системе, если эти группы могут комбинироваться с одними и теми же типами решёток Браве. Например, группы mm2 и 222 обе принадлежат ромбической системе, так как для каждой из них существуют пространственные группы со всеми типами ромбической решётки (Pmm2, Cmm2, Imm2, Fmm2 и P222, C222, I222, F222), в то же время группы 32 и 6 не принадлежат одной кристаллической системе, так как для группы 32 допустимы примитивная и дважды-центрированная гексагональные ячейки (группы P321 и R32), а группа 6 комбинируется только с примитивной гексагональной ячейкой (есть группа P6, но не существует R6).

## Система решётки (Lattice system)
Описывает типы кристаллических решёток. Вкратце: решётки относятся к одному типу, если их точечные группы симметрии (при рассмотрении решёток как геометрических объектов) одинаковы. Такие точечные группы, описывающие симметрию решётки, называются голоэдрией.
Всего существует семь систем решёток, которые, аналогично предыдущим классификациям (сингония и кристаллическая система) делятся на три категории.
- Низшая категория (все трансляции не равны друг другу)
  - Триклинная: {\displaystyle a\neq b\neq c}, {\displaystyle \alpha \neq \beta \neq \gamma \neq 90^{\circ }}
  - Моноклинная: {\displaystyle a\neq b\neq c}, {\displaystyle \alpha =\gamma =90^{\circ },\beta \neq 90^{\circ }}
  - Ромбическая: {\displaystyle a\neq b\neq c}, {\displaystyle \alpha =\beta =\gamma =90^{\circ }}

- Средняя категория
  - Тетрагональная: {\displaystyle a=b\neq c}, {\displaystyle \alpha =\beta =\gamma =90^{\circ }}
  - Гексагональная: {\displaystyle a=b\neq c}, {\displaystyle \alpha =\beta =90^{\circ },\gamma =120^{\circ }}
  - Ромбоэдрическая: {\displaystyle a=b=c}, {\displaystyle \alpha =\beta =\gamma <120^{\circ }\neq 90^{\circ }}

- Высшая категория (все трансляции равны между собой)
  - Кубическая: {\displaystyle a=b=c}, {\displaystyle \alpha =\beta =\gamma =90^{\circ }}

Не следует путать ромбоэдрическую систему решётки с тригональной кристаллической системой. Кристаллы ромбоэдрической системы решётки всегда принадлежат тригональной кристаллической системе, но тригональные кристаллы могут принадлежать как ромбоэдрической, так и гексагональной системам решётки. Например, группы R3 и P321 (обе из тригональной кристаллической системы) принадлежат к разным системам решётки (ромбоэдрической и гексагональной, соответственно).
Общее определение, применимое для пространств любых размерностей — Решётки относятся к одному типу, если они комбинируются с одними и теми же точечными группами. Например, все ромбические решётки (ромбическая P, ромбическая C, ромбическая I и ромбическая F) относятся к одному типу, так как они комбинируются с точечными группами 222, mm2 и mmm, образуя пространственные группы P222, Pmm2, Pmmm; C222, Cmm2, Cmmm; I222, Imm2, Immm; F222, Fmm2, Fmmm. В то же время ячейки гексагональной сингонии (примитивная P и дважды центрированная R) соответствуют разным системам решётки: обе комбинируются с точечными группами тригональной кристаллической системы, но с группами гексагональной системы комбинируется только примитивная ячейка (существуют группы P6, P6, P6/m, P622, P6mm, P6m2, P6/mmm, но не существует групп R6, R6, R6/m, R622, R6mm, R6m2, R6/mmm).
Связь между сингонией, кристаллической системой и системой решётки в трёхмерном пространстве дана в следующей таблице:
| Сингония       | Кристаллическая система | Точечные группы                 | Число пространственных групп | Решётка Браве  | Система решётки | Голоэдрия |
| -------------- | ----------------------- | ------------------------------- | ---------------------------- | -------------- | --------------- | --------- |
| Триклинная     | Триклинная              | 1, 1                            | 2                            | aP             | Триклинная      | 1         |
| Моноклинная    | Моноклинная             | 2, m, 2/m                       | 13                           | mP, mS         | Моноклинная     | 2/m       |
| Ромбическая    | Ромбическая             | 222, mm2, mmm                   | 59                           | oP, oS, oI, oF | Ромбическая     | mmm       |
| Тетрагональная | Тетрагональная          | 4, 4, 422, 4mm, 42m, 4/m, 4/mmm | 68                           | tP, tI         | Тетрагональная  | 4/mmm     |
| Гексагональная | Тригональная            | 3, 3, 32, 3m, 3m                | 7                            | hR             | Ромбоэдрическая | 3m        |
| Гексагональная | Тригональная            | 3, 3, 32, 3m, 3m                | 18                           | hP             | Гексагональная  | 6/mmm     |
| Гексагональная | Гексагональная          | 6, 6, 622, 6mm, 6m2, 6/m, 6/mmm | 27                           | hP             | Гексагональная  | 6/mmm     |
| Кубическая     | Кубическая              | 23, m3, 43m, 432, m3m           | 36                           | cP, cI, cF     | Кубическая      | m3m       |
| Всего: 6       | 7                       | 32                              | 230                          | 14             | 7               |           |

## Обзор точечных групп
| Кристаллическая система | точечная группа / класс симметрии    | Символ Шёнфлиса | Международный символ                                                                            | Символ Шубникова                    | Тип                     |
| ----------------------- | ------------------------------------ | --------------- | ----------------------------------------------------------------------------------------------- | ----------------------------------- | ----------------------- |
| триклинная              | моноэдрический                       | C1              | {\displaystyle 1\ }                                                                             | {\displaystyle 1\ }                 | энантиоморфный полярный |
| триклинная              | пинакоидальный                       | Ci              | {\displaystyle {\bar {1}}}                                                                      | {\displaystyle {\tilde {2}}}        | центросимметричный      |
| моноклинная             | диэдрический осевой                  | C2              | {\displaystyle 2\ }                                                                             | {\displaystyle 2\ }                 | энантиоморфный полярный |
| моноклинная             | диэдрический безосный (доматический) | Cs              | {\displaystyle m\ }                                                                             | {\displaystyle m\ }                 | полярный                |
| моноклинная             | призматический                       | C2h             | {\displaystyle 2/m\ }                                                                           | {\displaystyle 2:m\ }               | центросимметричный      |
| Ромбическая             | ромбо-тетраэдрический                | D2              | {\displaystyle 222\ }                                                                           | {\displaystyle 2:2\ }               | энантиоморфный          |
| Ромбическая             | ромбо-пирамидальный                  | C2v             | {\displaystyle mm2\ }                                                                           | {\displaystyle 2\cdot m\ }          | полярный                |
| Ромбическая             | ромбо-дипирамидальный                | D2h             | {\displaystyle mmm\ }                                                                           | {\displaystyle m\cdot 2:m\ }        | центросимметричный      |
| Тетрагональная          | тетрагонально-пирамидальный          | C4              | {\displaystyle 4\ }                                                                             | {\displaystyle 4\ }                 | энантиоморфный полярный |
| Тетрагональная          | тетрагонально-тетраэдрический        | S4              | {\displaystyle {\bar {4}}}                                                                      | {\displaystyle {\tilde {4}}}        |                         |
| Тетрагональная          | тетрагонально-дипирамидальный        | C4h             | {\displaystyle 4/m\ }                                                                           | {\displaystyle 4:m\ }               | центросимметричный      |
| Тетрагональная          | тетрагонально-трапецоэдрический      | D4              | {\displaystyle 422\ }                                                                           | {\displaystyle 4:2\ }               | энантиоморфный          |
| Тетрагональная          | дитетрагонально-пирамидальный        | C4v             | {\displaystyle 4mm\ }                                                                           | {\displaystyle 4\cdot m\ }          | полярный                |
| Тетрагональная          | тетрагонально-скаленоэдрический      | D2d             | {\displaystyle {\bar {4}}2m\ } или {\displaystyle {\bar {4}}m2}                                 | {\displaystyle {\tilde {4}}\cdot m} |                         |
| Тетрагональная          | дитетрагонально-дипирамидальный      | D4h             | {\displaystyle 4/mmm\ }                                                                         | {\displaystyle m\cdot 4:m\ }        | центросимметричный      |
| Тригональная            | тригонально-пирамидальный            | C3              | {\displaystyle 3}                                                                               | {\displaystyle 3\ }                 | энантиоморфный полярный |
| Тригональная            | ромбоэдрический                      | S6 (C3i)        | {\displaystyle {\bar {3}}}                                                                      | {\displaystyle {\tilde {6}}}        | центросимметричный      |
| Тригональная            | тригонально-трапецоэдрический        | D3              | {\displaystyle 32\ } или {\displaystyle 321\ } или {\displaystyle 312\ }                        | {\displaystyle 3:2\ }               | энантиоморфный          |
| Тригональная            | дитригонально-пирамидальный          | C3v             | {\displaystyle 3m\ } или {\displaystyle 3m1\ } или {\displaystyle 31m\ }                        | {\displaystyle 3\cdot m\ }          | полярный                |
| Тригональная            | дитригонально-скаленоэдрический      | D3d             | {\displaystyle {\bar {3}}m\ } или {\displaystyle {\bar {3}}m1} или {\displaystyle {\bar {3}}1m} | {\displaystyle {\tilde {6}}\cdot m} | центросимметричный      |
| Гексагональная          | гексагонально-пирамидальный          | C6              | {\displaystyle 6\ }                                                                             | {\displaystyle 6\ }                 | энантиоморфный полярный |
| Гексагональная          | тригонально-дипирамидальный          | C3h             | {\displaystyle {\bar {6}}}                                                                      | {\displaystyle 3:m\ }               |                         |
| Гексагональная          | гексагонально-дипирамидальный        | C6h             | {\displaystyle 6/m\ }                                                                           | {\displaystyle 6:m\ }               | центросимметричный      |
| Гексагональная          | гексагонально-трапецоэдрический      | D6              | {\displaystyle 622\ }                                                                           | {\displaystyle 6:2\ }               | энантиоморфный          |
| Гексагональная          | дигексагонально-пирамидальный        | C6v             | {\displaystyle 6mm\ }                                                                           | {\displaystyle 6\cdot m\ }          | полярный                |
| Гексагональная          | дитригонально-дипирамидальный        | D3h             | {\displaystyle {\bar {6}}m2} или {\displaystyle {\bar {6}}2m}                                   | {\displaystyle m\cdot 3:m\ }        |                         |
| Гексагональная          | дигексагонально-дипирамидальный      | D6h             | {\displaystyle 6/mmm\ }                                                                         | {\displaystyle m\cdot 6:m\ }        | центросимметричный      |
| Кубическая              | тритетраэдрический                   | T               | {\displaystyle 23\ }                                                                            | {\displaystyle 3/2\ }               | энантиоморфный          |
| Кубическая              | дидодекаэдрический                   | Th              | {\displaystyle m{\bar {3}}\ }                                                                   | {\displaystyle {\tilde {6}}/2}      | центросимметричный      |
| Кубическая              | гексатетраэдрический                 | Td              | {\displaystyle {\bar {4}}3m}                                                                    | {\displaystyle 3/{\tilde {4}}}      |                         |
| Кубическая              | триоктаэдрический                    | O               | {\displaystyle 432\ }                                                                           | {\displaystyle 3/4\ }               | энантиоморфный          |
| Кубическая              | гексоктаэдрический                   | Oh              | {\displaystyle m{\bar {3}}m}                                                                    | {\displaystyle {\tilde {6}}/4}      | центросимметричный      |

## Классификация решеток
| Сингония                                                                        | Тип центрировки ячейки Браве | Тип центрировки ячейки Браве | Тип центрировки ячейки Браве | Тип центрировки ячейки Браве | Тип центрировки ячейки Браве   |
| Сингония                                                                        | примитивная                  | базо- центрированная         | объёмно- центрированная      | гране- центрированная        | дважды объёмно- центрированная |
| ------------------------------------------------------------------------------- | ---------------------------- | ---------------------------- | ---------------------------- | ---------------------------- | ------------------------------ |
| Триклинная (параллелепипед)                                                     | Triclinic                    |                              |                              |                              |                                |
| Моноклинная (призма с параллелограммом в основании)                             | Monoclinic, simple           | Monoclinic, centered         |                              |                              |                                |
| Ромбическая (прямоугольный параллелепипед)                                      | Orthohombic, simple          | Orthohombic, base-centered   | Orthohombic, body-centered   | Orthohombic, face-centered   |                                |
| Тетрагональная (прямоугольный параллелепипед с квадратом в основании)           | Tetragonal, simple           |                              | Tetragonal, body-centered    |                              |                                |
| Гексагональная (призма с основанием правильного центрированного шестиугольника) | Hexagonal                    |                              |                              |                              | Hexagonal                      |
| Тригональная (равносторонний параллелепипед —ромбоэдр)                          | Rhombohedral                 |                              |                              |                              |                                |
| Кубическая (куб)                                                                | Cubic, simple                |                              | Cubic, body-centered         | Cubic, face-centered         |                                |

## История
Первая геометрическая классификация кристаллов была дана независимо Христианом Вейсом и Фридрихом Моосом в начале 19 века. Оба учёных классифицировали кристаллы по симметрии их внешней формы (огранки). При этом Вейс фактически вводит понятие кристаллографической оси (оси симметрии). По Вейсу «Ось есть линия, господствующая над всей фигурой кристалла, так как вокруг неё все части расположены подобным образом и относительно неё они соответствуют друг другу взаимно». В своей работе «Наглядное представление об естественных делениях систем кристаллизации» Вейс классифицировал кристаллы по наличию осей на четыре больших раздела кристаллических форм, «систем кристаллизации», соответствующих современному понятию сингонии. В скобках даны современные названия.
- 1 раздел — «правильная», «сфероэдрическая», «равноосная», «равночленная» (кубическая) система: три измерения одинаковы, образуя между собой прямые углы.
  - подраздел гомосфероэдрическая система (кристаллы симметрии m3m)
  - подраздел гемисфероэдрическая система (кристаллы симметрии 432, 43m и m3)
- 2 раздел — «четырёхчленная» (тетрагональная) система: оси образуют между собой прямые углы, две оси равны между собой и не равны третьей.
- 3 раздел — «двучленная» система: все три оси неравны и образуют между собой прямые углы.
  - подраздел «дву-и-двучленная» (ромбическая) система
  - подраздел «дву-и-одночленная» (моноклинная) система
  - подраздел «одно-и-одночленная» (триклинная) система
- 4 раздел — одна неравная ось перпендикулярна трём равным осям, образующим между собой углы в 120°.
  - подраздел «шестичленная» (гексагональная) система:
  - подраздел «три-и-тричленная» или «ромбоэдрическая» (тригональная) система:

Для моноклинной и триклинной сингонии Вейс использовал прямоугольную систему координат (современные кристаллографические координатные системы для этих сингоний являются косоугольными).
Примерно в то же время Фридрих Моос развил концепцию кристаллических систем. Каждая система характеризуется простейшей, «основной формой», граней, из которой можно вывести все остальные формы данной системы. Таким образом Моос получил следующие четыре системы:
- 1. Ромбоэдрическая система (гексагональная сингония). Основная форма — ромбоэдр.
- 2. Пирамидальная система (тетрагональная сингония). Основная форма — тетрагональная бипирамида.
- 3. Тессулярная система (кубическая сингония). Основные формы — куб и октаэдр.
- 4. Призматическая система (ромбическая сингония). Основная форма — ромбическая бипирамида.
  - Гемипризматическая подсистема (моноклинная сингония)
  - Тетартопризматическая подсистема (триклинная сингония)

В обоих классификациях Вейс и Моос выделяет всего четыре системы, хотя перечислены все шесть сингоний, только моноклинную и триклинную сингонии они рассматривают как подсистемы ромбической. Согласно его собственному утверждению, Моос развил эту концепцию в 1812-14 годах, что и послужило предметом спора с Вейсом о приоритете открытия кристаллических систем. В отличие от Вейса, Моос указал на необходимость косоугольной системы осей для моноклинных и триклинных кристаллов.
Окончательно развил и ввёл в кристаллографию косоуголные системы его ученик Карл Фридрих Науман. Науман положил в основу классификации кристаллографические оси и углы между ними, таким образом впервые выделив все шесть сингоний. Интересно, что уже в 1830 году Науман использует названия сингоний, которые идентичны или близки современным (названия тетрагональная, гексагональная и ромбическая были изначально предложены Брейтгауптом).
- 1. Тессеральная (от tessera — куб) — все три угла между координатными осями прямые, все три оси равны.
- 2. Тетрагональная — все три угла прямые, две оси равны.
- 3. Гексагональная — единственная четырёхосевая система: одна неравная ось перпендикулярна трём равным осям, образующим между собой углы в 60°.
- 4. Ромбическая — все три угла прямые, все оси неравны.
- 5. Моноклиноэдрическая — два прямых угла и один косой.
- 6. Диклиноэдрическая — два косых угла и один прямой.
- 7. Триклиноэдрическая — все три угла косые.

Поскольку в то время теория симметрии только развивалась, в списке систем появилась необычная диклиноэдрическая (диклинная) система. Такая кристаллическая система в принципе невозможна в трёхмерном пространстве, так как наличие оси симметрии всегда гарантирует наличие перпендикулярных к оси трансляций, выбираемых за координатные оси. Диклинная система просуществовала в кристаллографии примерно полвека (хотя уже в 1856 году Дюфренуа показал, что это лишь частный случай триклинной системы). В 1880 году Дана в своей знаменитой книге «Система минералогии» упоминает «так называемую диклинную систему», но при этом отмечает, что не известно ни одного природного или искусственного кристалла, принадлежащего данной системе, и что более того, математически доказано, что существует всего шесть кристаллических систем. Сам Науман до конца жизни верил в диклинную сингонию, и в девятом издании «Оснований минералогии», вышедшем в 1874 году посмертно, эта сингония по-прежнему присутствует в списке, хотя Науман и замечает, что эта система встречается только в нескольких искусственных солях, и далее не рассматривает её.
Названия кристаллографических сингоний у авторов XIX века
| Автор         | Кубическая                                                                  | Тетрагональная                  | Гексагональная                | Ромбическая                        | Моноклинная                                               | Триклинная                                             |
| ------------- | --------------------------------------------------------------------------- | ------------------------------- | ----------------------------- | ---------------------------------- | --------------------------------------------------------- | ------------------------------------------------------ |
| Вейс          | Правильная, Сферическая, Шаровая, Сферономическая, Равноосная, Равночленная | Четырёхчленная, Дву‑и‑одноосная | Шестичленная, Три‑и‑одноосная | Дву‑и‑двучленная, Одно‑и‑одноосная | Дву‑и‑одночленная                                         | Одно‑и‑одночленная                                     |
| Моос          | Тессулярная, Тесселярная                                                    | Пирамидальная                   | Ромбоэдрическая               | Призматическая, Ортотипная         | Гемипризматическая, Гемиортотипная                        | Тетартопризматическая, Анортотипная                    |
| Брейтгаупт    |                                                                             | Тетрагональная                  | Гексагональная                | Ромбическая                        | Гемиромбическая                                           | Тетарторомбическая                                     |
| Науман        | Тессеральная                                                                | Тетрагональная                  | Гексагональная                | Ромбическая, Анизометрическая      | Моноклиноэдрическая, Клиноромбическая                     | Триклиноэдрическая, Триклинометрическая                |
| Гаусман       | Изометрическая                                                              | Монодиметрическая               | Монотриметрическая            | Триметрическая, Орторомбическая    | Клиноромбическая, Орторомбоидическая                      | Клиноромбоидическая                                    |
| Миллер 1839   | Октаэдрическая                                                              | Пирамидальная                   | Ромбоэдрическая               | Призматическая                     | Наклонно-призматическая                                   | Дважды-наклонно-призматическая                         |
| Гадолин       | Правильная                                                                  | Квадратная                      | Гексагональная                | Ромбическая                        | Моноклиноэдрическая                                       | Триклиноэдрическая                                     |
| Другие авторы | Тетраэдрическая (Бёдан), Кубическая (Дюфренуа)                              | Диметрическая                   |                               | Двучленная (Квенштедт)             | Моноклинометрическая (Франкенгейм), Авгитовая (Гайдингер) | Триклиническая (Франкенгейм), Анортическая (Гайдингер) |

Впервые деление на семь кристаллографических систем дано в 1850 году в работе Огюста Браве «Мемуар о системах точек, правильно распределённых на плоскости или в пространстве». Фактически это первое деление, основанное на элементах симметрии, а не на системах координат. Поэтому все предыдущие классификации соответствуют сегодняшнему определению сингонии, в то время как классификация Браве — это классификация по кристаллическим системам (строго говоря, системам решётки).
Браве делит решётки в зависимости от их симметрии на 7 систем (классы совокупностей).
- 1. Тричетверные (кубическая система)
- 2. Шестерные (гексагональная система)
- 3. Четверные (тетрагональная система)
- 4. Тройные (ромбоэдрическая система)
- 5. Тридвойные (ромбическая система)
- 6. Двойные (моноклинная система)
- 7. Асимметричные (триклинная система)

При этом сам Браве отмечает, что ещё Гаюи делил решётки гексагональной системы (по классификации Наумана) «на кристаллы, порожденные правильной гексагональной призмой, и кристаллы, порожденные ядром в виде ромбоэдра».

## Классификация групп в многомерных пространствах
Во второй половине XX века были изучены и классифицированы кристаллографические группы в четырёхмерном, пятимерном и шестимерном пространствах. С увеличением размерности число групп и классов значительно возрастает. В скобках указано число энантиоморфных пар.
| Размерность пространства:    | 1 | 2  | 3         | 4           | 5            | 6             |
| ---------------------------- | - | -- | --------- | ----------- | ------------ | ------------- |
| Число сингоний               | 1 | 4  | 6         | 23 (+6)     | 32           | 91            |
| Число систем решёток         | 1 | 4  | 7         | 33 (+7)     | 57           | 220           |
| Число кристаллических систем | 1 | 4  | 7         | 33 (+7)     | 59           | 251           |
| Число решёток Браве          | 1 | 5  | 14        | 64 (+10)    | 189          | 841           |
| Число точечных групп         | 2 | 10 | 32        | 227 (+44)   | 955          | 7103          |
| Число пространственных групп | 2 | 17 | 219 (+11) | 4783 (+111) | 222018 (+79) | 28927915 (+?) |

В четырёхмерном пространстве элементарная ячейка определяется четырьмя сторонами ({\displaystyle a,b,c,d}) и шестью углами между ними ({\displaystyle \alpha ,\beta ,\gamma ,\delta ,\epsilon ,\zeta }). Следующие соотношения между ними определяют 23 сингонии:
1. Гексаклинная: {\displaystyle a\neq b\neq c\neq d,\alpha \neq \beta \neq \gamma \neq \delta \neq \epsilon \neq \zeta \neq 90^{\circ }}
2. Триклинная: {\displaystyle a\neq b\neq c\neq d,\alpha \neq \beta \neq \gamma \neq 90^{\circ },\delta =\epsilon =\zeta =90^{\circ }}
3. Диклинная: {\displaystyle a\neq b\neq c\neq d,\alpha \neq 90^{\circ },\beta =\gamma =\delta =\epsilon =90^{\circ },\zeta \neq 90^{\circ }}
4. Моноклинная: {\displaystyle a\neq b\neq c\neq d,\alpha \neq 90^{\circ },\beta =\gamma =\delta =\epsilon =\zeta =90^{\circ }}
5. Ортогональная: {\displaystyle a\neq b\neq c\neq d,\alpha =\beta =\gamma =\delta =\epsilon =\zeta =90^{\circ }}
6. Тетрагональная моноклинная: {\displaystyle a\neq b=c\neq d,\alpha \neq 90^{\circ },\beta =\gamma =\delta =\epsilon =\zeta =90^{\circ }}
7. Гексагональная моноклинная: {\displaystyle a\neq b=c\neq d,\alpha \neq 90^{\circ },\beta =\gamma =\delta =\epsilon =90^{\circ },\zeta =120^{\circ }}
8. Дитетрагональная диклинная: {\displaystyle a=d\neq b=c,\alpha =\zeta =90^{\circ },\beta =\epsilon \neq 90^{\circ },\gamma \neq 90^{\circ },\delta =180^{\circ }-\gamma }
9. Дитригональная диклинная: {\displaystyle a=d\neq b=c,\alpha =\zeta =120^{\circ },\beta =\epsilon \neq 90^{\circ },\gamma \neq \delta \neq 90^{\circ },\cos \delta =\cos \beta -\cos \gamma }
10. Тетрагональная ортогональная: {\displaystyle a\neq b=c\neq d,\alpha =\beta =\gamma =\delta =\epsilon =\zeta =90^{\circ }}
11. Гексагональная ортогональная: {\displaystyle a\neq b=c\neq d,\alpha =\beta =\gamma =\delta =\epsilon =90^{\circ },\zeta =120^{\circ }}
12. Дитетрагональная моноклинная: {\displaystyle a=d\neq b=c,\alpha =\gamma =\delta =\zeta =90^{\circ },\beta =\epsilon \neq 90^{\circ }}
13. Дитригональная моноклинная: {\displaystyle a=d\neq b=c,\alpha =\zeta =120^{\circ },\beta =\epsilon \neq 90^{\circ },\gamma =\delta \neq 90^{\circ },\cos \gamma =-\color {Black}{\tfrac {1}{2}}\cos \beta }
14. Дитетрагональная ортогональная: {\displaystyle a=d\neq b=c,\alpha =\beta =\gamma =\delta =\epsilon =\zeta =90^{\circ }}
15. Гексагональная тетрагональная: {\displaystyle a=d\neq b=c,\alpha =\beta =\gamma =\delta =\epsilon =90^{\circ },\zeta =120^{\circ }}
16. Дигексагональная ортогональная: {\displaystyle a=d\neq b=c,\alpha =\zeta =120^{\circ },\beta =\gamma =\delta =\epsilon =90^{\circ }}
17. Кубическая ортогональная: {\displaystyle a=b=c\neq d,\alpha =\beta =\gamma =\delta =\epsilon =\zeta =90^{\circ }}
18. Октагональная: {\displaystyle a=b=c=d,\alpha =\gamma =\zeta \neq 90^{\circ },\beta =\epsilon =90^{\circ },\delta =180^{\circ }-\alpha }
19. Декагональная: {\displaystyle a=b=c=d,\alpha =\gamma =\zeta \neq \beta =\delta =\epsilon ,\cos \beta =-0.5-\cos \alpha }
20. Додекагональная: {\displaystyle a=b=c=d,\alpha =\zeta =90^{\circ },\beta =\epsilon =120^{\circ },\gamma =\delta \neq 90^{\circ }}
21. Ди-изогексагональная ортогональная: {\displaystyle a=b=c=d,\alpha =\zeta =120^{\circ },\beta =\gamma =\delta =\epsilon =90^{\circ }}
22. Икосагональная: {\displaystyle a=b=c=d,\alpha =\beta =\gamma =\delta =\epsilon =\zeta ,\cos \alpha =-\color {Black}{\tfrac {1}{4}}}
23. Гиперкубическая: {\displaystyle a=b=c=d,\alpha =\beta =\gamma =\delta =\epsilon =\zeta =90^{\circ }}

Связь между сингонией, кристаллической системой и системой решётки в четырёхмерном пространстве дана в следующей таблице. Звёздочками отмечены энантиоморфные системы. В скобках указано число энантиоморфных групп (или решёток).
| Номер сингонии | Сингония                           | Кристаллическая система                    | Номер системы | Число точечных групп | Число пространственных групп | Число решёток Браве | Система решётки                            |
| -------------- | ---------------------------------- | ------------------------------------------ | ------------- | -------------------- | ---------------------------- | ------------------- | ------------------------------------------ |
| I              | Гексаклинная                       | Гексаклинная                               | 1             | 2                    | 2                            | 1                   | Гексаклинная P                             |
| II             | Триклинная                         | Триклинная                                 | 2             | 3                    | 13                           | 2                   | Триклинная P, S                            |
| III            | Диклинная                          | Диклинная                                  | 3             | 2                    | 12                           | 3                   | Диклинная P, S, D                          |
| IV             | Моноклинная                        | Моноклинная                                | 4             | 4                    | 207                          | 6                   | Моноклинная P, S, S, I, D, F               |
| V              | Ортогональная                      | Безосная ортогональная                     | 5             | 2                    | 2                            | 1                   | Ортогональная KU                           |
| V              | Ортогональная                      | Безосная ортогональная                     | 5             | 2                    | 112                          | 8                   | Ортогональная P, S, I, Z, D, F, G, U       |
| V              | Ортогональная                      | Осевая ортогональная                       | 6             | 3                    | 887                          | 8                   | Ортогональная P, S, I, Z, D, F, G, U       |
| VI             | Тетрагональная моноклинная         | Тетрагональная моноклинная                 | 7             | 7                    | 88                           | 2                   | Тетрагональная моноклинная P, I            |
| VII            | Гексагональная моноклинная         | Тригональная моноклинная                   | 8             | 5                    | 9                            | 1                   | Гексагональная моноклинная R               |
| VII            | Гексагональная моноклинная         | Тригональная моноклинная                   | 8             | 5                    | 15                           | 1                   | Гексагональная моноклинная P               |
| VII            | Гексагональная моноклинная         | Гексагональная моноклинная                 | 9             | 7                    | 25                           | 1                   | Гексагональная моноклинная P               |
| VIII           | Дитетрагональная диклинная*        | Дитетрагональная диклинная*                | 10            | 1 (+1)               | 1 (+1)                       | 1 (+1)              | Дитетрагональная диклинная P*              |
| IX             | Дитригональная диклинная*          | Дитригональная диклинная*                  | 11            | 2 (+2)               | 2 (+2)                       | 1 (+1)              | Дитригональная диклинная P*                |
| X              | Тетрагональная ортогональная       | Инверсионная тетрагональная ортогональная  | 12            | 5                    | 7                            | 1                   | Тетрагональная ортогональная KG            |
| X              | Тетрагональная ортогональная       | Инверсионная тетрагональная ортогональная  | 12            | 5                    | 351                          | 5                   | Тетрагональная ортогональная P, S, I, Z, G |
| X              | Тетрагональная ортогональная       | Поворотная тетрагональная ортогональная    | 13            | 10                   | 1312                         | 5                   | Тетрагональная ортогональная P, S, I, Z, G |
| XI             | Гексагональная ортогональная       | Тригональная ортогональная                 | 14            | 10                   | 81                           | 2                   | Гексагональная ортогональная R, RS         |
| XI             | Гексагональная ортогональная       | Тригональная ортогональная                 | 14            | 10                   | 150                          | 2                   | Гексагональная ортогональная P, S          |
| XI             | Гексагональная ортогональная       | Гексагональная ортогональная               | 15            | 12                   | 240                          | 2                   | Гексагональная ортогональная P, S          |
| XII            | Дитетрагональная моноклинная*      | Дитетрагональная моноклинная*              | 16            | 1 (+1)               | 6 (+6)                       | 3 (+3)              | Дитетрагональная моноклинная P*, S*, D*    |
| XIII           | Дитригональная моноклинная*        | Дитригональная моноклинная*                | 17            | 2 (+2)               | 5 (+5)                       | 2 (+2)              | Дитригональная моноклинная P*, RR*         |
| XIV            | Дитетрагональная ортогональная     | Крипто-дитетрагональная ортогональная      | 18            | 5                    | 10                           | 1                   | Дитетрагональная ортогональная D           |
| XIV            | Дитетрагональная ортогональная     | Крипто-дитетрагональная ортогональная      | 18            | 5                    | 165 (+2)                     | 2                   | Дитетрагональная ортогональная P, Z        |
| XIV            | Дитетрагональная ортогональная     | Дитетрагональная ортогональная             | 19            | 6                    | 127                          | 2                   | Дитетрагональная ортогональная P, Z        |
| XV             | Гексагональная тетрагональная      | Гексагональная тетрагональная              | 20            | 22                   | 108                          | 1                   | Гексагональная тетрагональная P            |
| XVI            | Дигексагональная ортогональная     | Крипто-дитригональная ортогональная*       | 21            | 4 (+4)               | 5 (+5)                       | 1 (+1)              | Дигексагональная ортогональная G*          |
| XVI            | Дигексагональная ортогональная     | Крипто-дитригональная ортогональная*       | 21            | 4 (+4)               | 5 (+5)                       | 1                   | Дигексагональная ортогональная P           |
| XVI            | Дигексагональная ортогональная     | Дигексагональная ортогональная             | 23            | 11                   | 20                           | 1                   | Дигексагональная ортогональная P           |
| XVI            | Дигексагональная ортогональная     | Дитригональная ортогональная               | 22            | 11                   | 41                           | 1                   | Дигексагональная ортогональная P           |
| XVI            | Дигексагональная ортогональная     | Дитригональная ортогональная               | 22            | 11                   | 16                           | 1                   | Дигексагональная ортогональная RR          |
| XVII           | Кубическая ортогональная           | Простая кубическая ортогональная           | 24            | 5                    | 9                            | 1                   | Кубическая ортогональная KU                |
| XVII           | Кубическая ортогональная           | Простая кубическая ортогональная           | 24            | 5                    | 96                           | 5                   | Кубическая ортогональная P, I, Z, F, U     |
| XVII           | Кубическая ортогональная           | Сложная кубическая ортогональная           | 25            | 11                   | 366                          | 5                   | Кубическая ортогональная P, I, Z, F, U     |
| XVIII          | Октагональная*                     | Октагональная*                             | 26            | 2 (+2)               | 3 (+3)                       | 1 (+1)              | Октагональная P*                           |
| XIX            | Декагональная                      | Декагональная                              | 27            | 4                    | 5                            | 1                   | Декагональная P                            |
| XX             | Додекагональная*                   | Додекагональная*                           | 28            | 2 (+2)               | 2 (+2)                       | 1 (+1)              | Додекагональная P*                         |
| XXI            | Ди-изогексагональная ортогональная | Простая ди-изогексагональная ортогональная | 29            | 9 (+2)               | 19 (+5)                      | 1                   | Ди-изогексагональная ортогональная RR      |
| XXI            | Ди-изогексагональная ортогональная | Простая ди-изогексагональная ортогональная | 29            | 9 (+2)               | 19 (+3)                      | 1                   | Ди-изогексагональная ортогональная P       |
| XXI            | Ди-изогексагональная ортогональная | Сложная ди-изогексагональная ортогональная | 30            | 13 (+8)              | 15 (+9)                      | 1                   | Ди-изогексагональная ортогональная P       |
| XXII           | Икосагональная                     | Икосагональная                             | 31            | 7                    | 20                           | 2                   | Икосагональная P, SN                       |
| XXIII          | Гиперкубическая                    | Октагональная гиперкубическая              | 32            | 21 (+8)              | 73 (+15)                     | 1                   | Гиперкубическая P                          |
| XXIII          | Гиперкубическая                    | Октагональная гиперкубическая              | 32            | 21 (+8)              | 107 (+28)                    | 1                   | Гиперкубическая Z                          |
| XXIII          | Гиперкубическая                    | Додекагональная гиперкубическая            | 33            | 16 (+12)             | 25 (+20)                     | 1                   | Гиперкубическая Z                          |
| Всего:         | 23 (+6)                            | 33 (+7)                                    |               | 227 (+44)            | 4783 (+111)                  | 64 (+10)            | 33 (+7)                                    |